# Czapik Gyula
Czapik Gyula István Kálmán (Szeged, 1887. december 3. – Budapest, 1956. április 25.) nyomdász, veszprémi püspök, majd egri érsek.

## Pályafutása
Apja, idősebb Czapik Gyula (1856–1936), könyvkereskedő és nyomdatulajdonos, anyja, a nemesi származású galánthai Balogh Mária Anna (1865–1938) asszony volt.  Kitanulta a nyomdászmesterséget, egy ideig igazgatója volt a Korda Nyomda és Könyvkiadó Vállalatnak.
A gimnáziumot szülővárosában, a teológiát Temesváron és Bécsben végezte. 1910. augusztus 14-én, Bécsben pappá szentelték. Nákófalván volt káplán, és 1911-től az Augustineumban képezte tovább magát. 1912-ben avatták doktorrá.
Volt káplán, teológiai tanár, tanulmányi felügyelő, egyházmegyei ügyész, rövid ideig Horthy Miklós gyermekeinek nevelője is. Szerkesztette a Havi Közlöny, a Die Zeitung és a Temesvári Újság c. lapokat. 1916-tól negyszemináriumi prefektus, 1918-tól egyházmegyei ügyész, 1919-ben szemináriumi aligazgató. A román megszállás miatt Temesvárról Budapestre költözött, az Egyházi Lapok, a Magyar Kultúra és A Szív szerkesztőjeként dolgozott. Az utóbbit Magyarország legnagyobb példányszámú hitbuzgalmi hetilapjává fejlesztette. 1922-ben kinevezték pápai kamarássá, 1929-től nagyváradi kanonok, 1930-tól szalócmonostori címzetes apát, 1935-ben pápai prelátussá nevezték ki.

### Püspöki pályafutása
Veszprémi püspökké 1939. július 19-én nevezték ki, július 26-án szentelték püspökké, az egyházmegye kormányzását pedig szeptember 26-án vette át. 1941 októberétől autóbaleset okozta csigolyatörése miatt hosszú ideig betegeskedett. Önálló lelkészséget szervezett a megyében 1941-ben Balatonfőkajáron, 1943-ban Balatonfűzfőn, Pápán (Szent Anna) és Pétfürdőn.
Az egri érseki székbe 1943. május 7-én nevezték ki, melyet június 30-án foglalt el. 1943 és 1944 között apostoli kormányzóként irányította a veszprémi egyházmegyét is. Az iskolák államosítása után 1948. szeptember 21. és október 2. között Rómában tárgyalt. Az 1950/34. törvény erejű rendelet kiadása után szorgalmazta 5-6000 nővér és 100-150 szerzetes szociális otthoni elhelyezését. Részt vett az állam és az egyház viszonyát rendezni kívánó tárgyalásokon és a nemzetközi békemozgalmakban. 1951 és 1956 között a Magyar Katolikus Püspöki Kar elnöke, 1943 és 1956 között az Actio Catholica ügyvezető elnöke. A személyi kultusz éveiben a körülményekhez alkalmazkodva vezette a magyar katolikus egyház ügyeit. Az egri főszékesegyházban nyugszik.

## Műveiből
- Novéna Jézus Szent szívéhez. Budapest. 1922
- Keresztény államtan. Budapest. 1923
- Könyörülj rajtunk, Uram! Budapest. 1934
- Temető-könyv. Budapest. 1960